# Peltacanthina minor
Peltacanthina minor är en tvåvingeart som beskrevs av Friedrich Georg Hendel 1914. Peltacanthina minor ingår i släktet Peltacanthina och familjen bredmunsflugor.
Artens utbredningsområde är Moçambique. Inga underarter finns listade i Catalogue of Life.